# Élections législatives de 2012 des représentants des Français établis hors de France
Les élections législatives françaises de 2012 se déroulent à l'étranger les 3 (une semaine plus tôt qu'en France, laissant deux semaines entre les deux tours, pour des raisons logistiques) et 17 juin 2012. Toutefois, en raison des décalages horaires, les deux tours ont lieu les samedis 2 et 16 juin 2012 dans les première et deuxième circonscriptions. Les quelque 2,3 millions de Français résidant à l'étranger seront représentés pour la première fois à l'Assemblée nationale par onze députés : six députés pour les Français résidant en Europe, deux pour ceux résidant en Amérique et en Afrique et un pour ceux résidant en Asie ou en Océanie. Ces onze circonscriptions nouvelles ont été créées par le redécoupage électoral. La Commission électorale du 29 février 2012 a arrêté le nombre des inscrits sur les listes électorales consulaires votant pour l'élection présidentielle et les législatives à l’étranger en 2012 à 1 075 744.

## Modalités électorales spécifiques
Les électeurs français établis à l'étranger ont eu la possibilité de voter par internet pour ces élections législatives, un récépissé étant automatiquement généré avec une suggestion de l'imprimer. Des critiques ont toutefois été émises, notamment par le Front de gauche et le Parti pirate, quant à la fiabilité de cette modalité de vote.
Par ailleurs, un électeur inscrit à l'étranger peut détenir trois procurations d'électeurs inscrits à l'étranger, ou deux d'électeurs inscrits à l'étranger et une d'électeur inscrit en France, alors qu'un électeur inscrit en France ne peut en avoir que deux,.

## Campagne électorale en ligne
Les candidats ont eu accès aux adresses électroniques des électeurs qui les avaient communiquées lors des inscriptions sur les listes électorales consulaires. Des publipostages ont été effectués par divers candidats, y compris lors de la campagne de l'élection présidentielle. Par ailleurs, le site du ministère des Affaires étrangères a mis en ligne les professions de foi des candidats qui les ont transmises.

## Candidatures
178 candidats briguent les onze sièges de députés représentant les Français de l'étranger. À l'issue du premier tour, deux candidats sont en ballottage dans chacune des onze circonscriptions, aucun d'entre eux n'ayant obtenu la majorité des suffrages, ni même le seuil de 12,5 % des inscrits, en raison de la forte abstention.

## Résultats

### Types de vote
La particularité de ce scrutin dans les consulats français à l'étranger est la possibilité offerte aux électeurs de voter par internet. Sur les 1 075 746 inscrits, 700 000 électeurs avaient communiqué leur adresse électronique, leur offrant la possibilité d'utiliser ce mode de scrutin. Au premier tour, qui s'est déroulé du 23 au 29 mai 2012 à 12 h (heure de Paris), 57,4 % des votants se sont exprimés selon ce mode électronique, 1,9 % ont voté par correspondance et les 40,7 % restants se sont déplacés au bureau de vote. Le second tour a été ouvert du 6 au 12 juin 2012. Afin de coïncider avec la diffusion des résultats nationaux, les urnes électroniques sont « ouvertes » pour les onze circonscriptions le dimanche 17 juin 2012 à 21 h, heure française, seule la participation étant connue dès la clôture du vote par Internet. Le vote « à l'urne » s'est déroulé les 16 et 17 juin 2012.
| Circ. | 1er tour 2 et 3 juin 2012 | 1er tour 2 et 3 juin 2012 | 1er tour 2 et 3 juin 2012 | 1er tour 2 et 3 juin 2012 | 1er tour 2 et 3 juin 2012 | 1er tour 2 et 3 juin 2012 | 2e tour 16 et 17 juin 2012 | 2e tour 16 et 17 juin 2012 | 2e tour 16 et 17 juin 2012 | 2e tour 16 et 17 juin 2012 | 2e tour 16 et 17 juin 2012 | 2e tour 16 et 17 juin 2012 |
| Circ. | Inscrits                  | Votants                   | %                         | Vote électronique         | Vote par corresp.         | Vote à l'urne             | Inscrits                   | Votants                    | %                          | Vote électronique          | Vote par corresp.          | Vote à l'urne              |
| ----- | ------------------------- | ------------------------- | ------------------------- | ------------------------- | ------------------------- | ------------------------- | -------------------------- | -------------------------- | -------------------------- | -------------------------- | -------------------------- | -------------------------- |
| 1re   | 156 683                   | 31 958                    | 20,39                     | 22 088                    | 363                       | 9 507                     | 157 272                    | 29 869                     | 18,99                      | 19 614                     | 56                         | 10 199                     |
| 2e    | 73 237                    | 11 681                    | 15,95                     | 5 154                     | 17                        | 6 509                     | 73 861                     | 11 390                     | 15,42                      | 4 898                      | 1                          | 6 491                      |
| 3e    | 88 513                    | 18 403                    | 20,79                     | 14 485                    | 658                       | 3 259                     | 89 348                     | 18 178                     | 20,35                      | 13 082                     | 543                        | 4 553                      |
| 4e    | 96 959                    | 23 332                    | 24,06                     | 14 358                    | 492                       | 8 482                     | 97 574                     | 25 242                     | 25,87                      | 14 623                     | 564                        | 10 055                     |
| 5e    | 79 386                    | 16 185                    | 20,39                     | 9 239                     | 324                       | 6 622                     | 80 681                     | 16 507                     | 20,46                      | 8 670                      | 351                        | 7 486                      |
| 6e    | 106 695                   | 23 395                    | 21,93                     | 14 024                    | 656                       | 8 710                     | 106 856                    | 23 872                     | 22,34                      | 12 894                     | 1 037                      | 9 941                      |
| 7e    | 89 033                    | 21 072                    | 23,67                     | 13 278                    | 1 293                     | 6 501                     | 89 521                     | 21 449                     | 23,96                      | 12 841                     | 852                        | 7 756                      |
| 8e    | 109 411                   | 14 626                    | 13,37                     | 7 721                     | 315                       | 6 590                     | 109 815                    | 13 965                     | 12,72                      | 7 235                      | 151                        | 6 579                      |
| 9e    | 96 769                    | 17 150                    | 17,72                     | 6 367                     | 47                        | 10 736                    | 92 712                     | 17 724                     | 19,12                      | 6 073                      | 20                         | 11 631                     |
| 10e   | 91 600                    | 21 325                    | 23,31                     | 7 236                     | 30                        | 14 059                    | 92 412                     | 21 038                     | 22,76                      | 6 612                      | 24                         | 14 402                     |
| 11e   | 79 171                    | 22 117                    | 27,94                     | 12 997                    | 99                        | 9 021                     | 79 761                     | 20 569                     | 25,79                      | 11 133                     | 13                         | 9 423                      |

### Résultats à l'échelle mondiale
| Parti          | Parti                                       | Premier tour | Premier tour | Second tour | Second tour | Sièges |
| Parti          | Parti                                       | Voix         | %            | Voix        | %           | Sièges |
| -------------- | ------------------------------------------- | ------------ | ------------ | ----------- | ----------- | ------ |
|                | Union pour un mouvement populaire           | 58 660       | 26,83        | 102 193     | 47,59       | 3      |
|                | Divers droite dont DLR, PCD                 | 25 531       | 11,68        |             |             | 0      |
|                | Parti radical                               | 3 450        | 1,58         | 0           |             |        |
|                | Nouveau centre                              | 2 411        | 1,10         | 0           |             |        |
|                | Alliance centriste                          | 296          | 0,14         | 0           |             |        |
|                | Droite parlementaire                        | 90 348       | 41,33        | 102 193     | 47,59       | 3      |
|                |                                             |              |              |             |             |        |
|                | Parti socialiste                            | 68 823       | 31,48        | 106 585     | 49,63       | 7      |
|                | Europe Écologie Les Verts                   | 16 234       | 7,43         | 5 977       | 2,78        | 1      |
|                | Parti radical de gauche                     | 1 853        | 0,85         |             |             | 0      |
|                | Divers gauche dont MRC                      | 371          | 0,17         | 0           |             |        |
|                | Gauche parlementaire                        | 87 281       | 39,93        | 112 562     | 52,41       | 8      |
|                |                                             |              |              |             |             |        |
|                | Divers dont PP, SP                          | 11 908       | 5,45         |             |             | 0      |
|                | Front national                              | 10 073       | 4,61         | 0           |             |        |
|                | Front de gauche                             | 9 176        | 4,20         | 0           |             |        |
|                | Mouvement démocrate                         | 8 610        | 3,94         | 0           |             |        |
|                | Divers écologiste (LT, AEI, FEA, MEI et GE) | 1 205        | 0,55         | 0           |             |        |
|                |                                             |              |              |             |             |        |
| Inscrits       | Inscrits                                    | 1 067 457    | 100,00       | 1 067 225   | 100,00      | 11     |
| Abstentions    | Abstentions                                 | 846 220      | 79,27        | 847 422     | 79,4        |        |
| Votants        | Votants                                     | 221 237      | 20,73        | 219 803     | 20,6        |        |
| Blancs et nuls | Blancs et nuls                              | 2 636        | 1,19         | 5 048       | 2,3         |        |
| Exprimés       | Exprimés                                    | 218 601      | 98,81        | 214 755     | 97,7        |        |

### Résultats par circonscription

#### Première circonscription des Français établis hors de France(Amérique du Nord)
| Candidat       | Candidat               | Parti          | Premier tour | Premier tour | Second tour | Second tour |
| Candidat       | Candidat               | Parti          | Voix         | %            | Voix        | %           |
| -------------- | ---------------------- | -------------- | ------------ | ------------ | ----------- | ----------- |
|                | Corinne Narassiguin    | PS-EELV        | 12 529       | 39,65        | 15 782      | 54,01       |
|                | Frédéric Lefebvre      | UMP            | 6 977        | 22,08        | 13 441      | 45,99       |
|                | Émile Servan-Schreiber | DVD            | 2 115        | 6,69         |             |             |
|                | Julien Balkany         | DVD-DC         | 2 089        | 6,61         |             |             |
|                | Antoine Treuille       | DVD-DMS        | 1 611        | 5,10         |             |             |
|                | Carole Granade         | MoDem          | 1 561        | 4,94         |             |             |
|                | Claire Savreux         | FN             | 1 355        | 4,29         |             |             |
|                | Céline Clément         | FG             | 901          | 2,85         |             |             |
|                | Gérard Michon          | DVD-Diss.UMP   | 705          | 2,23         |             |             |
|                | Philippe Manteau       | ARES-NC-PLD    | 447          | 1,41         |             |             |
|                | Raphael Clayette       | PP             | 409          | 1,29         |             |             |
|                | Christophe Navel       | Centre gauche  | 403          | 1,28         |             |             |
|                | Stéphanie Bowring      | PRG-GE         | 328          | 1,04         |             |             |
|                | Karel Vereycken        | SP             | 119          | 0,38         |             |             |
|                | Robert Temene          | DVD            | 17           | 0,05         |             |             |
|                | Jean-Michel Vernochet  | RIC            | 17           | 0,05         |             |             |
|                | Louis Le Guyader       | DVD            | 10           | 0,03         |             |             |
|                | Mike Remondeau         | SE             | 6            | 0,02         |             |             |
|                |                        |                |              |              |             |             |
| Inscrits       | Inscrits               | Inscrits       | 156 683      | 100,00       | 156 645     | 100,00      |
| Abstentions    | Abstentions            | Abstentions    | 124 725      | 79,60        | 126 776     | 80,93       |
| Votants        | Votants                | Votants        | 31 958       | 20,40        | 29 869      | 19,07       |
| Blancs et nuls | Blancs et nuls         | Blancs et nuls | 358          | 1,12         | 646         | 2,16        |
| Exprimés       | Exprimés               | Exprimés       | 31 599       | 98,88        | 29 223      | 97,84       |

À la suite du rejet des comptes de campagne, de l'annulation de l'élection et de la déclaration d'inéligibilité pour une durée d'un an de Corinne Narassiguin, une législative partielle a lieu le 26 mai 2013 et le 9 juin 2013.

#### Deuxième circonscription des Français établis hors de France(Amérique latine)
| Candidat       | Candidat                     | Parti          | Premier tour | Premier tour | Second tour | Second tour |
| Candidat       | Candidat                     | Parti          | Voix         | %            | Voix        | %           |
| -------------- | ---------------------------- | -------------- | ------------ | ------------ | ----------- | ----------- |
|                | Sergio Coronado              | EÉLV-PS        | 4 128        | 35,88        | 5 977       | 53,63       |
|                | Pascal Drouhaud              | UMP            | 2 620        | 22,77        | 5 168       | 46,37       |
|                | Françoise Gonzalez Lindemann | DVD            | 1 851        | 16,09        |             |             |
|                | Raquel Garrido               | FG             | 990          | 8,60         |             |             |
|                | Charles-Henry Chenut         | DVC            | 466          | 4,05         |             |             |
|                | Alain-Gérard Georgi-Samaran  | FN             | 430          | 3,74         |             |             |
|                | Joël Doglioni                | ARES - PR      | 423          | 3,68         |             |             |
|                | Jean-Marc Millet             | SE             | 416          | 3,62         |             |             |
|                | Thérèse Marianne-Pépin       | PRG-GE         | 119          | 1,03         |             |             |
|                | Cédric Manscour              | SP             | 41           | 0,36         |             |             |
|                | Palmira Pozo                 | SE             | 13           | 0,11         |             |             |
|                | Alain Terrien                | RIC            | 8            | 0,07         |             |             |
|                |                              |                |              |              |             |             |
| Inscrits       | Inscrits                     | Inscrits       | 73 237       | 100,00       | 73 229      | 100,00      |
| Abstentions    | Abstentions                  | Abstentions    | 61 556       | 84,05        | 61 839      | 84,45       |
| Votants        | Votants                      | Votants        | 11 681       | 15,95        | 11 390      | 15,55       |
| Blancs et nuls | Blancs et nuls               | Blancs et nuls | 176          | 1,51         | 245         | 2,15        |
| Exprimés       | Exprimés                     | Exprimés       | 11 505       | 98,49        | 11 145      | 97,85       |

#### Troisième circonscription des Français établis hors de France(Europe du Nord)
| Candidat       | Candidat                  | Parti          | Premier tour | Premier tour | Second tour | Second tour |
| Candidat       | Candidat                  | Parti          | Voix         | %            | Voix        | %           |
| -------------- | ------------------------- | -------------- | ------------ | ------------ | ----------- | ----------- |
|                | Axelle Lemaire            | PS             | 5 486        | 30,16        | 9 679       | 54,76       |
|                | Emmanuelle Savarit        | UMP            | 3 934        | 21,63        | 7 997       | 45,24       |
|                | Olivier Cadic             | AC             | 2 063        | 11,34        |             |             |
|                | Olivier Bertin            | EELV           | 1 877        | 10,32        |             |             |
|                | Yannick Naud              | MoDem          | 1 126        | 6,19         |             |             |
|                | Gaspard Koenig            | PLD            | 801          | 4,40         |             |             |
|                | Lucile Jamet              | FG             | 671          | 3,69         |             |             |
|                | Guy Le Guezennec          | FN             | 493          | 2,71         |             |             |
|                | Anne-Marie Wolfsohn       | DVD            | 488          | 2,68         |             |             |
|                | Marie-Claire Sparrow      | RFE-UMP        | 379          | 2,08         |             |             |
|                | Denys Dhiver              | PCD-FE         | 253          | 1,39         |             |             |
|                | Jérôme de Lavenère-Lussan | DVC-LIFE       | 150          | 0,82         |             |             |
|                | Olivier de Chazeaux       | PRV            | 125          | 0,69         |             |             |
|                | Aberzak Boulariah         | SE             | 80           | 0,44         |             |             |
|                | Ezella Sahraoui           | PRG-GE         | 67           | 0,37         |             |             |
|                | Bernard Larmoyer          | DVD            | 61           | 0,34         |             |             |
|                | Christophe Schermesser    | PFE            | 49           | 0,27         |             |             |
|                | Will Mael Nyamat          | DVG            | 45           | 0,25         |             |             |
|                | Édith Tixier              | SP             | 38           | 0,21         |             |             |
|                | Patrick Kaboza            |                | 4            | 0,02         |             |             |
| Inscrits       | Inscrits                  | Inscrits       | 88 513       | 100,00       | 88 405      | 100,00      |
| Abstentions    | Abstentions               | Abstentions    | 70 110       | 79,21        | 70 227      | 79,44       |
| Votants        | Votants                   | Votants        | 18 403       | 20,79        | 18 178      | 20,56       |
| Blancs et nuls | Blancs et nuls            | Blancs et nuls | 213          | 1,16         | 502         | 2,76        |
| Exprimés       | Exprimés                  | Exprimés       | 18 190       | 98,84        | 17 676      | 97,24       |

#### Quatrième circonscription des Français établis hors de France(Benelux)
| Candidat       | Candidat                | Parti           | Premier tour | Premier tour | Second tour | Second tour |
| Candidat       | Candidat                | Parti           | Voix         | %            | Voix        | %           |
| -------------- | ----------------------- | --------------- | ------------ | ------------ | ----------- | ----------- |
|                | Philip Cordery          | PS              | 7 024        | 30,38        | 13 089      | 53,16       |
|                | Marie-Anne Montchamp    | UMP             | 4 891        | 21,15        | 11 533      | 46,84       |
|                | Perrine Ledan           | EELV            | 2 356        | 10,19        |             |             |
|                | Virginie Taittinger     | DVD-UCD         | 1 756        | 7,59         |             |             |
|                | Tanguy Le Breton        | App Modem       | 1 554        | 6,72         |             |             |
|                | Sophie Duval            | FN              | 1 357        | 5,87         |             |             |
|                | Georges-Francis Seingry | RFE (UMP diss.) | 1 169        | 5,06         |             |             |
|                | Charlotte Balavoine     | FG              | 970          | 4,19         |             |             |
|                | Dominique Paillé        | ARES-PR         | 645          | 2,79         |             |             |
|                | Stéphane Buffetaut      | PCD             | 453          | 1,96         |             |             |
|                | Pablo Martin Gomez      | PP              | 312          | 1,35         |             |             |
|                | Ruben Mohedano-Brèthes  | AC              | 296          | 1,28         |             |             |
|                | Nadia Bourahla          | PRG-GE          | 181          | 0,78         |             |             |
|                | Guillaume Dubost        | SP              | 99           | 0,43         |             |             |
|                | Élisabeth Chevalier     | RIC             | 40           | 0,17         |             |             |
|                | Élisabeth Valenti       | SE              | 21           | 0,09         |             |             |
|                |                         |                 |              |              |             |             |
| Inscrits       | Inscrits                | Inscrits        | 96 959       | 100,00       | 96 964      | 100,00      |
| Abstentions    | Abstentions             | Abstentions     | 73 627       | 75,94        | 71 722      | 73,97       |
| Votants        | Votants                 | Votants         | 23 332       | 24,06        | 25 242      | 26,03       |
| Blancs et nuls | Blancs et nuls          | Blancs et nuls  | 210          | 0,90         | 620         | 2,46        |
| Exprimés       | Exprimés                | Exprimés        | 23 122       | 99,10        | 24 622      | 97,54       |

#### Cinquième circonscription des Français établis hors de France(Péninsule ibérique et Monaco)
| Candidat       | Candidat                   | Parti          | Premier tour | Premier tour | Second tour | Second tour |
| Candidat       | Candidat                   | Parti          | Voix         | %            | Voix        | %           |
| -------------- | -------------------------- | -------------- | ------------ | ------------ | ----------- | ----------- |
|                | Laurence Sailliet          | UMP            | 5 087        | 31,88        | 7 624       | 47,33       |
|                | Arnaud Leroy               | PS             | 4 870        | 30,52        | 8 485       | 52,67       |
|                | Carolina Punset            | EELV           | 1 514        | 9,49         |             |             |
|                | Juliette Estivil           | FG             | 1 374        | 8,61         |             |             |
|                | Alain Lavarde              | FN             | 1 035        | 6,49         |             |             |
|                | Richard Onses              | PRV            | 745          | 4,67         |             |             |
|                | Charles-Philippe d'Orléans | AC             | 486          | 3,05         |             |             |
|                | Bernard Soulier            | DVC-LIFE       | 317          | 1,99         |             |             |
|                | Sophie Levamis             | PLD-PCD        | 218          | 1,37         |             |             |
|                | Muriel Guenoux             | PRG-GE         | 124          | 0,78         |             |             |
|                | Sébastien Drochon          | SP             | 101          | 0,63         |             |             |
|                | Catherine Nguyen Thi Minh  | RIC            | 64           | 0,40         |             |             |
|                | Jean-Bastien Urfels        | DLR            | 21           | 0,13         |             |             |
|                |                            |                |              |              |             |             |
| Inscrits       | Inscrits                   | Inscrits       | 79 386       | 100,00       | 79 530      | 100,00      |
| Abstentions    | Abstentions                | Abstentions    | 63 201       | 79,61        | 63 023      | 79,24       |
| Votants        | Votants                    | Votants        | 16 185       | 20,39        | 16 507      | 20,76       |
| Blancs et nuls | Blancs et nuls             | Blancs et nuls | 229          | 1,41         | 398         | 2,41        |
| Exprimés       | Exprimés                   | Exprimés       | 15 956       | 98,59        | 16 109      | 97,59       |

#### Sixième circonscription des Français établis hors de France(Suisse)
| Candidat       | Candidat                      | Parti          | Premier tour | Premier tour | Second tour | Second tour |
| Candidat       | Candidat                      | Parti          | Voix         | %            | Voix        | %           |
| -------------- | ----------------------------- | -------------- | ------------ | ------------ | ----------- | ----------- |
|                | Claudine Schmid               | UMP            | 7 925        | 34,20        | 13 525      | 57,54       |
|                | Nicole Castioni               | PS             | 6 276        | 27,09        | 9 982       | 42,46       |
|                | Ximena Kaiser Morris          | EELV           | 1 280        | 5,52         |             |             |
|                | Christiane Floquet            | FN             | 1 223        | 5,28         |             |             |
|                | Micheline Spoerri             | DVD            | 1 151        | 4,97         |             |             |
|                | Didier Salavert               | AL             | 1 106        | 4,77         |             |             |
|                | Magali Orsini                 | FG             | 900          | 3,88         |             |             |
|                | Marie-Françoise de Tassigny   | PRV            | 867          | 3,74         |             |             |
|                | Bernard Garcia                | MoDem          | 625          | 2,70         |             |             |
|                | Serge-Cyril Vinet             | DVD            | 517          | 2,24         |             |             |
|                | Joseph Kuszli                 | PSDE           | 248          | 1,07         |             |             |
|                | Romain Devouassoux            | PP             | 245          | 1,06         |             |             |
|                | Gérard Andrieux               | DVD            | 223          | 0,96         |             |             |
|                | Nicolas Miguet                | RCF            | 214          | 0,92         |             |             |
|                | Leila Barki                   | PRG-GE         | 113          | 0,49         |             |             |
|                | Christian Robert              | DVD            | 85           | 0,37         |             |             |
|                | Odile Mojon                   | SP             | 75           | 0,32         |             |             |
|                | Pierre-Jean Duvivier dit Sage | DVD            | 71           | 0,31         |             |             |
|                | Didier Tailliez               | RIC            | 19           | 0,08         |             |             |
|                | Guy Broustine                 |                | 5            | 0,02         |             |             |
|                | Sébastien Jacques             | PCI            | 1            | 0,00         |             |             |
|                |                               |                |              |              |             |             |
| Inscrits       | Inscrits                      | Inscrits       | 106 835      | 100,00       | 106 689     | 100,00      |
| Abstentions    | Abstentions                   | Abstentions    | 83 300       | 78,07        | 82 817      | 77,62       |
| Votants        | Votants                       | Votants        | 23 395       | 21,93        | 23 872      | 22,38       |
| Blancs et nuls | Blancs et nuls                | Blancs et nuls | 225          | 0,96         | 365         | 1,53        |
| Exprimés       | Exprimés                      | Exprimés       | 23 170       | 99,04        | 23 507      | 98,47       |

#### Septième circonscription des Français établis hors de France(Europe centrale)
| Candidat       | Candidat              | Parti          | Premier tour | Premier tour | Second tour | Second tour |
| Candidat       | Candidat              | Parti          | Voix         | %            | Voix        | %           |
| -------------- | --------------------- | -------------- | ------------ | ------------ | ----------- | ----------- |
|                | Pierre-Yves Le Borgn' | PS-EELV        | 8 359        | 40,08        | 11 970      | 56,90       |
|                | Ronan Le Gleut        | UMP            | 5 957        | 28,56        | 9 068       | 43,10       |
|                | Xavier Fourny         | MoDem          | 1 347        | 6,46         |             |             |
|                | Nicolas Jeanneté      | ARES           | 850          | 4,08         |             |             |
|                | Éric Bourguignon      | FG             | 809          | 3,88         |             |             |
|                | Bruno Pludermacher    | Cap21          | 805          | 3,86         |             |             |
|                | Agnès Dejouy          | FN             | 740          | 3,55         |             |             |
|                | Isabelle Robin        | PP             | 595          | 2,85         |             |             |
|                | Denis Matton          | PLD-PCD        | 354          | 1,70         |             |             |
|                | Jacques Werckmann     | MEI            | 351          | 1,68         |             |             |
|                | Jean-Claude Wambre    | DVD-BS&M       | 195          | 0,93         |             |             |
|                | Sylvie-Olympe Moreau  | PRG-GE         | 176          | 0,84         |             |             |
|                | Élodie Viennot        | SP             | 147          | 0,70         |             |             |
|                | Jacques Régnier       | AUT            | 141          | 0,68         |             |             |
|                | Hyacinthe Muller      | SE             | 30           | 0,14         |             |             |
|                |                       |                |              |              |             |             |
| Inscrits       | Inscrits              | Inscrits       | 89 033       | 100,00       | 89 089      | 100,00      |
| Abstentions    | Abstentions           | Abstentions    | 67 961       | 76,33        | 67 640      | 75,92       |
| Votants        | Votants               | Votants        | 21 072       | 23,77        | 21 449      | 24,08       |
| Blancs et nuls | Blancs et nuls        | Blancs et nuls | 220          | 1,04         | 411         | 1,92        |
| Exprimés       | Exprimés              | Exprimés       | 20 852       | 98,96        | 21 038      | 98,08       |

#### Huitième circonscription des Français établis hors de France(Europe du Sud, Turquie, Israël)
| Candidat       | Candidat                       | Parti                     | Premier tour | Premier tour | Second tour | Second tour |
| Candidat       | Candidat                       | Parti                     | Voix         | %            | Voix        | %           |
| -------------- | ------------------------------ | ------------------------- | ------------ | ------------ | ----------- | ----------- |
|                | Daphna Poznanski-Benhamou élue | PS                        | 4 400        | 30,50        | 7 584       | 55,88       |
|                | Valérie Hoffenberg             | UMP                       | 3 202        | 22,20        | 5 987       | 44,12       |
|                | Philippe Karsenty              | Divers droite (LIFE, PLD) | 2 084        | 14,45        |             |             |
|                | Pierre Jestin                  | EÉLV                      | 1 515        | 10,50        |             |             |
|                | Gil Taïeb                      | Divers droite             | 1 431        | 9,92         |             |             |
|                | Michèle Parravicini            | FG                        | 911          | 6,32         |             |             |
|                | Huguette Livernault-Levy       | FN                        | 542          | 3,76         |             |             |
|                | Julien Lemaître                | Divers (S&P)              | 159          | 1,10         |             |             |
|                | Corine Rouffi                  | PRG (GÉ)                  | 108          | 0,75         |             |             |
|                | Guy Fitoussi                   | Divers gauche             | 72           | 0,50         |             |             |
|                |                                |                           |              |              |             |             |
| Inscrits       | Inscrits                       | Inscrits                  | 109 411      | 100,00       | 109 389     | 100,00      |
| Abstentions    | Abstentions                    | Abstentions               | 94 875       | 86,63        | 95 424      | 87,23       |
| Votants        | Votants                        | Votants                   | 14 626       | 13,37        | 13 965      | 12,77       |
| Blancs et nuls | Blancs et nuls                 | Blancs et nuls            | 202          | 1,38         | 394         | 2,82        |
| Exprimés       | Exprimés                       | Exprimés                  | 14 424       | 98,62        | 13 571      | 97,18       |

À la suite du rejet des comptes de campagne, de l'annulation de l'élection et de la déclaration d'inéligibilité pour une durée d'un an de Daphna Poznanski-Benhamou, une législative partielle a lieu le 26 mai 2013 et le 9 juin 2013.

#### Neuvième circonscription des Français établis hors de France(Afrique Nord-Ouest)
| Candidat       | Candidat            | Parti          | Premier tour | Premier tour | Second tour | Second tour |
| Candidat       | Candidat            | Parti          | Voix         | %            | Voix        | %           |
| -------------- | ------------------- | -------------- | ------------ | ------------ | ----------- | ----------- |
|                | Pouria Amirshahi    | PS             | 8 000        | 47,23        | 10 851      | 62,39       |
|                | Khadija Doukali     | UMP            | 4 204        | 24,82        | 6 541       | 37,61       |
|                | Karim Dendène       | DVD            | 1 223        | 7,22         |             |             |
|                | Laetitia Suchecki   | FG             | 743          | 4,39         |             |             |
|                | Zine-Eddine M'Jati  | EELV           | 637          | 3,76         |             |             |
|                | Alexandra Piel      | FN             | 606          | 3,58         |             |             |
|                | Sihame Arbib        | CPF-MoDem      | 332          | 1,96         |             |             |
|                | Yannick Urrien      | DVD            | 312          | 1,84         |             |             |
|                | Aïcha Guendouze     | PRG-GE         | 194          | 1,15         |             |             |
|                | Frédérique Ruggieri | DVC-LIFE       | 189          | 1,12         |             |             |
|                | Bertrand Vitu       | NC             | 173          | 1,02         |             |             |
|                | Alain Le Moullec    | DVD-FU-PNGSS   | 172          | 1,02         |             |             |
|                | Yves Paumier        | SP             | 85           | 0,50         |             |             |
|                | Alexandre Foulon    | DVG            | 70           | 0,41         |             |             |
|                |                     |                |              |              |             |             |
| Inscrits       | Inscrits            | Inscrits       | 96 769       | 100,00       | 97 068      | 100,00      |
| Abstentions    | Abstentions         | Abstentions    | 79 619       | 88,91        | 79 344      | 81,74       |
| Votants        | Votants             | Votants        | 17 150       | 11,09        | 17 724      | 18,26       |
| Blancs et nuls | Blancs et nuls      | Blancs et nuls | 211          | 1,23         | 332         | 1,87        |
| Exprimés       | Exprimés            | Exprimés       | 16 939       | 98,77        | 17 392      | 98,13       |

#### Dixième circonscription des Français établis hors de France(Afrique Centre, Sud et Est)
| Candidat       | Candidat                    | Parti          | Premier tour | Premier tour | Second tour | Second tour |
| Candidat       | Candidat                    | Parti          | Voix         | %            | Voix        | %           |
| -------------- | --------------------------- | -------------- | ------------ | ------------ | ----------- | ----------- |
|                | Alain Marsaud               | UMP            | 6 749        | 32,13        | 10 919      | 53,13       |
|                | Jean-Daniel Chaoui          | PS             | 6 060        | 28,85        | 9 631       | 46,87       |
|                | Patricia Elias Smida        | DVD            | 2 250        | 10,71        |             |             |
|                | Lucien Bruneau              | EELV           | 1 388        | 6,61         |             |             |
|                | Francis Maginot             | FN             | 1 329        | 6,33         |             |             |
|                | François Kahn               | PR-ARES        | 941          | 4,48         |             |             |
|                | Guy Makki                   | DVD-UFE        | 567          | 2,70         |             |             |
|                | Axelle Brémont-Bellini      | FG             | 504          | 2,40         |             |             |
|                | Jean-Pierre Pont            | DVD            | 467          | 2,22         |             |             |
|                | Habib Abi Yaghi Deguy       | DVD            | 198          | 0,94         |             |             |
|                | Saliha Ayadi                | PRG-GE         | 177          | 0,84         |             |             |
|                | Pierre Bonnefoy             | SP             | 75           | 0,36         |             |             |
|                | Marcel Misslin de Robillard | Centre gauche  | 155          | 0,74         |             |             |
|                | José Garson                 | DVC-LIFE       | 64           | 0,30         |             |             |
|                | Adeline Kargue              | ex-MoDem       | 55           | 0,26         |             |             |
|                | Bernard Langlade            | RIC            | 10           | 0,05         |             |             |
|                | Boudjema Naidji             | DVG            | 8            | 0,04         |             |             |
|                | François Bridon             | DVG            | 6            | 0,03         |             |             |
|                | Louis Perrière              | DVD            | 2            | 0,01         |             |             |
|                |                             |                |              |              |             |             |
| Inscrits       | Inscrits                    | Inscrits       | 91 600       | 100,00       | 91 324      | 100,00      |
| Abstentions    | Abstentions                 | Abstentions    | 70 275       | 76,72        | 70 286      | 76,96       |
| Votants        | Votants                     | Votants        | 21 325       | 23,28        | 21 038      | 23,04       |
| Blancs et nuls | Blancs et nuls              | Blancs et nuls | 321          | 1,51         | 488         | 2,32        |
| Exprimés       | Exprimés                    | Exprimés       | 21 004       | 98,49        | 20 550      | 97,68       |

#### Onzième circonscription des Français établis hors de France(Europe de l'Est, Asie, Océanie)
| Candidat       | Candidat                 | Parti          | Premier tour | Premier tour | Second tour | Second tour |
| Candidat       | Candidat                 | Parti          | Voix         | %            | Voix        | %           |
| -------------- | ------------------------ | -------------- | ------------ | ------------ | ----------- | ----------- |
|                | Thierry Mariani          | UMP            | 7 114        | 32,59        | 10 390      | 52,15       |
|                | Marc Villard             | PS             | 5 819        | 26,65        | 9 532       | 47,85       |
|                | Francis Nizet            | MoDem          | 2 010        | 9,21         |             |             |
|                | Janick Magne             | EELV           | 1 539        | 7,05         |             |             |
|                | Sébastien Breteau        | DVD            | 1 070        | 4,90         |             |             |
|                | Aude Bouveron            | FN             | 963          | 4,41         |             |             |
|                | Paul Dumont              | ARES-PR        | 645          | 2,95         |             |             |
|                | Thibault Danjou          | DVD-PLD        | 520          | 2,38         |             |             |
|                | Ludovic Chaker           | DVG            | 435          | 1,99         |             |             |
|                | Claude Ballouhey         | FG             | 403          | 1,85         |             |             |
|                | Lisbeth Graille          | PRG-GE         | 266          | 1,22         |             |             |
|                | Antoine Bergeot          | DVD            | 238          | 1,09         |             |             |
|                | Alavandane Ramakichenane | SE             | 221          | 1,01         |             |             |
|                | Romain Arcizet           | PIC            | 217          | 0,99         |             |             |
|                | Aurélien Lesluye         | SE-IDD         | 135          | 0,62         |             |             |
|                | Cécile Desmas            | S&P            | 79           | 0,36         |             |             |
|                | Jean-Loup Fayolle        |                | 78           | 0,36         |             |             |
|                | Olivier Toison           | DVD            | 38           | 0,17         |             |             |
|                | Alain Péria              |                | 31           | 0,14         |             |             |
|                | Idrisse Mohamed          |                | 11           | 0,05         |             |             |
|                |                          |                |              |              |             |             |
| Inscrits       | Inscrits                 | Inscrits       | 79 171       | 100,00       | 78 893      | 100,00      |
| Abstentions    | Abstentions              | Abstentions    | 57 054       | 72,06        | 58 324      | 73,93       |
| Votants        | Votants                  | Votants        | 22 117       | 27,94        | 20 569      | 26,07       |
| Blancs et nuls | Blancs et nuls           | Blancs et nuls | 285          | 1,29         | 647         | 3,15        |
| Exprimés       | Exprimés                 | Exprimés       | 21 832       | 98,71        | 19 922      | 96,85       |

## Élus
| Circonscription | Député sortant | Parti        | Groupe       | Candidat élu              | Parti | Parti | Groupe |
| --------------- | -------------- | ------------ | ------------ | ------------------------- | ----- | ----- | ------ |
| 1re             | Sièges créés   | Sièges créés | Sièges créés | Corinne Narassiguin       |       | PS    | SRC    |
| 2e              | Sièges créés   | Sièges créés | Sièges créés | Sergio Coronado           |       | EELV  | ÉCOLO  |
| 3e              | Sièges créés   | Sièges créés | Sièges créés | Axelle Lemaire            |       | PS    | SRC    |
| 4e              | Sièges créés   | Sièges créés | Sièges créés | Philip Cordery            |       | PS    | SRC    |
| 5e              | Sièges créés   | Sièges créés | Sièges créés | Arnaud Leroy              |       | PS    | SRC    |
| 6e              | Sièges créés   | Sièges créés | Sièges créés | Claudine Schmid           |       | UMP   | UMP    |
| 7e              | Sièges créés   | Sièges créés | Sièges créés | Pierre-Yves Le Borgn'     |       | PS    | SRC    |
| 8e              | Sièges créés   | Sièges créés | Sièges créés | Daphna Poznanski-Benhamou |       | PS    | SRC    |
| 9e              | Sièges créés   | Sièges créés | Sièges créés | Pouria Amirshahi          |       | PS    | SRC    |
| 10e             | Sièges créés   | Sièges créés | Sièges créés | Alain Marsaud             |       | UMP   | UMP    |
| 11e             | Sièges créés   | Sièges créés | Sièges créés | Thierry Mariani           |       | UMP   | UMP    |